# 西田佐知子 アカシアの雨がやむとき
『西田佐知子 アカシアの雨がやむとき』（にしださちこ アカシアのあめがやむとき）は、1993年11月26日に発売された西田佐知子のベスト・アルバム。発売元はポリドール・レコード・規格品番はPOCH-1288。
西田佐知子のシングル曲を中心に収録されたベスト・アルバムは1990年以降に多数発売されているので、それらについてもここで取り扱う。

## 解説
主に1960年代に活動した女性歌手・西田佐知子のベスト・アルバム。
1960年から1971年の間に発表されたシングルレコード収録曲を中心に収録されている。
1971年以降に発表された音源からは、菊正宗酒造のコマーシャルソング「初めての街で」が収録される機会が多い。

## 収録曲

### 西田佐知子 アカシアの雨がやむとき
- 1993年11月26日発売、ポリドール・レコード、規格品番：POCH-1288

1. アカシアの雨がやむとき
2. エリカの花散るとき
3. 死ぬまで一緒に
4. 東京ブルース
5. くれないホテル
6. 女の意地
7. 信じていたい
8. 赤坂の夜は更けて
9. コーヒールンバ
10. 涙のかわくまで
11. たそがれの恋
12. 雲の流れに
13. 裏町酒場
14. 星のナイト・クラブ
15. 初めての街で

### 全曲集
- 1994年12月1日発売、ポリドール・レコード、規格品番：POCH-1437

1. アカシアの雨がやむとき
2. 東京ブルース
3. コーヒールンバ
4. エリカの花散るとき
5. 死ぬまで一緒に
6. 夜が切ない
7. 裏町酒場
8. 雲の流れに
9. 信じていたい
10. 女の意地
11. 赤坂の夜は更けて
12. くれないホテル
13. 涙のかわくまで
14. たそがれの恋
15. 愛の引き汐
16. 星のナイト・クラブ
17. ワン・レイニー・ナイト・イン・トーキョー
18. ベッドで煙草を吸わないで
19. ウナ・セラ・ディ東京
20. 初めての街で

### 西田佐知子全曲集
- 1999年9月1日発売、ポリドール・レコード、規格品番：POCH-1842

1. アカシアの雨がやむとき
2. エリカの花散るとき
3. 赤坂の夜は更けて
4. 裏町酒場
5. くれないホテル
6. 東京ブルース
7. コーヒー・ルンバ
8. 女の意地
9. 涙のかわくまで
10. 星のナイト・クラブ
11. ワン・レイニー・ナイト・イン・トーキョー
12. ベッドで煙草を吸わないで
13. ウナ・セラ・ディ東京
14. 死ぬまで一緒に
15. 夜が切ない
16. 神戸で死ねたら
17. 博多ブルース
18. 愛の引き汐
19. たそがれの恋
20. 初めての街で

### スーパー・バリュー 西田佐知子
- 2001年12月19日発売、ポリドール・レコード、規格品番：UPCH-8010

1. アカシアの雨がやむとき
2. エリカの花散るとき
3. コーヒー・ルンバ
4. 東京ブルース
5. 女の意地
6. 裏町酒場
7. くれないホテル
8. 赤坂の夜は更けて
9. ウナ・セラ・ディ東京
10. 涙のかわくまで
11. ベッドで煙草を吸わないで
12. 星のナイト・クラブ
13. 初めての街で

### GOLDEN☆BEST 西田佐知子
- 2003年11月26日発売、ユニバーサルミュージック、規格品番：UICZ-6041

GOLDEN☆BEST 西田佐知子 参照

### 西田佐知子 ベスト10
- 2005年11月9日発売、ユニバーサルミュージック、規格品番：UPCY-9016

1. コーヒールンバ
2. アカシアの雨がやむとき
3. 赤坂の夜は更けて
4. エリカの花散るとき
5. くれないホテル
6. 東京ブルース
7. 女の意地
8. 死ぬまで一緒に
9. 博多ブルース
10. メリケン・ブルース

### ベストヒット&カラオケ 西田佐知子
- 2006年8月30日発売、ユニバーサルミュージック、規格品番：UPCY-6167
- 6曲のカラオケ音源は、オリジナル・カラオケかと思われる。

1. アカシアの雨がやむとき
2. 故郷のように
3. コーヒールンバ
4. エリカの花散るとき
5. 赤坂の夜は更けて
6. 女の意地
7. アカシアの雨がやむとき（カラオケ）
8. 故郷のように（カラオケ）
9. コーヒールンバ（カラオケ）
  - 西田による歌唱音源ではフェードアウトしていたが、カラオケ音源ではフェードアウトしない。
10. エリカの花散るとき（カラオケ）
  - 西田による歌唱音源と比べると、若干伴奏が異なる。
11. 赤坂の夜は更けて（カラオケ）
12. 女の意地（カラオケ）

### 西田佐知子 魅惑のヒット集ベリーベスト
- 2006年12月15日発売、ユニバーサルミュージック（販売元はキープ株式会社）、規格品番：EJS-5

1. アカシアの雨がやむとき
2. 死ぬまで一緒に
3. エリカの花散るとき
4. コーヒールンバ
5. 夜が切ない
6. 故郷のように
7. 東京ブルース
8. 裏町酒場
9. 赤坂の夜は更けて
10. ウナ・セラ・ディ東京
11. ベッドで煙草を吸わないで
12. 女の意地
13. 涙のかわくまで
14. 信じていたい
15. 香林坊ブルース
16. 初めての街で

### 西田佐知子 エッセンシャル・ベスト
- 2007年12月19日発売、ユニバーサルミュージック、規格品番：UPCY-9137

1. コーヒールンバ
2. アカシアの雨がやむとき
3. 死ぬまで一緒に
4. エリカの花散るとき
5. 故郷のように
6. 東京ブルース
7. 博多ブルース
8. メリケン・ブルース
9. 柳ヶ瀬ブルース
10. 港町ブルース
11. 赤坂の夜は更けて
12. 女の意地
13. くれないホテル
14. ウナ・セラ・ディ東京
15. ワン・レイニー・ナイト・イン・トーキョー

### 初めての街で 〜西田佐知子ベストセレクション〜
- 2009年9月23日発売、ユニバーサルミュージック、規格品番：UPCY-6543

1. 初めての街で
2. アカシアの雨がやむとき
3. 女の意地
4. エリカの花散るとき
5. 夜が切ない
6. 死ぬまで一緒に
7. 故郷のように
8. 赤坂の夜は更けて
9. 東京讃歌
10. 東京ブルース
11. メリケン・ブルース
12. 裏町酒場
13. 信じていたい
14. 雲の流れに
15. 涙のかわくまで
16. あの人に逢ったら
17. くれないホテル
18. 星のナイト・クラブ
19. 神戸で死ねたら
20. ウナ・セラ・ディ東京
21. ワン・レイニー・ナイト・イン・トーキョー
22. コーヒールンバ
23. 初めての街で -Traditional version-